# Società Ginnastica Andrea Doria - Sezione Calcio 1902-1903
Questa voce raccoglie le informazioni riguardanti la Società Ginnastica Andrea Doria nelle competizioni ufficiali della stagione 1902-1903.

## Stagione
L'Andrea Doria si preparò ad affrontare il suo secondo campionato ingaggiando un altro transfuga genoano, Alberto Delamare, campione d'Italia 1902.
Dato che il Genoa, l'altra ligure iscritta al campionato, era il campione in carica, i biancoblu passarono direttamente al terzo turno, ove incontrarono la Juventus e furono surclassati con il punteggio di 7-1

## Divise
La maglia era biancoblù, con divisione verticale a metà.
| Manica sinistra · Maglietta · Maglietta · Manica destra · Pantaloncini · Calzettoni |

## Organigramma societario
Area direttiva
- Presidente: Zaccaria Oberti

Area tecnica
- Capitano/Allenatore: Francesco Calì

## Rosa
| N. |                   | Ruolo | Calciatore         |
| -- | ----------------- | ----- | ------------------ |
|    | Italia (bandiera) | P     | Angelo Assereto    |
|    | Italia (bandiera) | D     | Bella              |
|    | Italia (bandiera) | D     | Francesco Calì     |
|    | Italia (bandiera) | D     | Alberto Delamare   |
|    | Italia (bandiera) | D     | Giovanni Venturini |
|    | Italia (bandiera) | C     | Guido Bolognini    |
|    | Italia (bandiera) | C     | Salvatore Calì     |

| N. |                   | Ruolo | Calciatore        |
| -- | ----------------- | ----- | ----------------- |
|    | Italia (bandiera) | C     | Federico D'Amato  |
|    | Italia (bandiera) | C     | Emil Steinneger   |
|    | Italia (bandiera) | A     | Rinaldo Amey      |
|    | Italia (bandiera) | A     | Vittorio Ansaldo  |
|    | Italia (bandiera) | A     | Carlo Lancerotto  |
|    | Italia (bandiera) | A     | Giorgio Venturini |

## Calciomercato
| Acquisti | Acquisti         | Acquisti | Acquisti   |
| R.       | Nome             | da       | Modalità   |
| -------- | ---------------- | -------- | ---------- |
| D        | Bella            | Genoa    | definitivo |
| D        | Alberto Delamare | Genoa    | definitivo |

| Cessioni | Cessioni         | Cessioni | Cessioni      |
| R.       | Nome             | a        | Modalità      |
| -------- | ---------------- | -------- | ------------- |
| P        | Riccardo Olivari |          | fine carriera |
| D        | Antonio Pavesi   |          | fine carriera |
| C        | Wallys Ghiglione |          | fine carriera |

## Risultati

### Campionato Italiano di Football

#### Eliminatoria interregionale ligure-piemontese
| Arbitro: | Dobbie (Torino) |

|                          |           |         |
| Malvano 10’ Ferraris I ? | Marcatori | Ansaldo |

## Statistiche

### Statistiche di squadra
| Competizione                    | Punti | In casa | In casa | In casa | In casa | In casa | In casa | In trasferta | In trasferta | In trasferta | In trasferta | In trasferta | In trasferta | Totale | Totale | Totale | Totale | Totale | Totale | DR |
| Competizione                    | Punti | G       | V       | N       | P       | Gf      | Gs      | G            | V            | N            | P            | Gf           | Gs           | G      | V      | N      | P      | Gf     | Gs     | DR |
| ------------------------------- | ----- | ------- | ------- | ------- | ------- | ------- | ------- | ------------ | ------------ | ------------ | ------------ | ------------ | ------------ | ------ | ------ | ------ | ------ | ------ | ------ | -- |
| Campionato Italiano di Football | 0     | 0       | 0       | 0       | 0       | 0       | 0       | 1            | 0            | 0            | 1            | 1            | 7            | 1      | 0      | 0      | 1      | 1      | 7      | -6 |

### Statistiche dei giocatori
| Giocatore     | Campionato Italiano di Football | Campionato Italiano di Football |
| Giocatore     | Presenze                        | Reti                            |
| ------------- | ------------------------------- | ------------------------------- |
| R. Amey       | 1                               | 0                               |
| V. Ansaldo    | 1                               | 1                               |
| A. Assereto   | 1                               | -7                              |
| Bella         | 1                               | 0                               |
| G. Bolognini  | 1                               | 0                               |
| F. Calì I     | 1                               | 0                               |
| S. Calì II    | 1                               | 0                               |
| F. D'Amato    | 1                               | 0                               |
| A. Delamare   | 1                               | 0                               |
| C. Lancerotto | 1                               | 0                               |
| E. Steinneger | 1                               | 0                               |
| G. Venturini  | 0                               | 0                               |